# Distrito electoral local 33 de la Ciudad de México
El XXXIII Distrito Electoral Local de Ciudad de México es uno de los 33 distritos electorales Locales en los que se encuentra dividido el territorio de Ciudad de México. Su cabecera es la alcaldía La Magdalena Contreras.

## Ubicación
Está formado por la totalidad de la alcaldía. Limita al norte con el distrito XXIII de Álvaro Obregón, al este con el distrito XIV y distrito XIX de Tlalpan, al oeste con el distrito XX de Cuajimalpa y Álvaro Obregón y al sur con el Estado de México.

## Congreso de la Ciudad de México (desde 2018)
| Diputado                  | Grupo parlamentario | Legislatura | Periodo     |
| ------------------------- | ------------------- | ----------- | ----------- |
| Leticia Estrada Hernández |                     | I           | 2018 - 2021 |
| Ernesto Alarcón Jiménez   |                     | II          | 2021 - 2024 |
| Emilio Guijosa Hernández  |                     | III         | 2024 -      |

## Resultados electorales

### 2021
|  | 45.0265 % |

|  | 36.6823 % |

|  | 3.1453 % |

|  | 0.6005 % |

|  | 2.3788 % |

|  | 0.7881 % |

|  | 2.3986 % |

|  | 1.5959 % |

|  | 1.5185 % |

|  | 0.1267 % |

|  | 2.8947 % |

|  | 100.00 % |